# André Ehrenberg
André Ehrenberg (ur. 2 stycznia 1972) – niemiecki kajakarz górski, brązowy medalista olimpijski z Atlanty.
Igrzyska w 1996 były jego pierwszymi igrzyskami olimpijskimi. Brązowy medal wywalczył w kanadyjkowych dwójkach, partnerował mu Michael Senft. Był srebrnym medalistą mistrzostw świata w rywalizacji w C-2 w 1997. W drużynie czterokrotnie zdobywał medale, srebro w 2002 i 2003, brąz w 1995 i 1997. Na mistrzostwach Europy zdobywał złoto w drużynie w 1996 i 2000, był trzeci w 2002. Brał udział w igrzyskach w 2000.